# شیرجه (فیلم)
شیرجه (به انگلیسی: A Bigger Splash) یک فیلم انگلیسی زبان محصول کشورهای ایتالیا و فرانسه در ژانر درام روان‌شناختی و اروتیک به کارگردانی لوکا گوادانینو و نویسندگی دیوید کایگانیچ و آلان پاژ است که برگرفته از فیلم استخر، ساخته ژاک دوره در ۱۹۶۷ محسوب می‌شود. در این فیلم بازیگرانی همچون تیلدا سوینتن، ماتیاس خونارتس، رالف فاینس و داکوتا جانسون ایفای نقش می‌کنند.
نخستین نمایش جهانی فیلم در ۶ سپتامبر ۲۰۱۵ در هفتاد و دومین جشنواره فیلم ونیز بود، سپس توسط لاکی‌رد در ۲۶ نوامبر همان سال در کشور ایتالیا اکران شد و در نهایت توسط فاکس سرچلایت پیکچرز در ۴ مه ۲۰۱۶ در ایالات متحده به نمایش درآمد.